# Biennale du verre
 (août 2015).
Si vous disposez d'ouvrages ou d'articles de référence ou si vous connaissez des sites web de qualité traitant du thème abordé ici, merci de compléter l'article en donnant les références utiles à sa vérifiabilité et en les liant à la section « Notes et références ».
La Biennale Internationale du Verre est une manifestation culturelle autour du medium verre initiée par l’European Studio Glass Art Association (ESGAA) et son fondateur, Laurent Schmoll. Elle a lieu tous les deux ans à Strasbourg et dans les régions de l’Alsace et de la Lorraine.

## L’European Studio Glass Art Association (ESGAA)
ESGAA est une association d’amateurs d’art pour lesquels le travail du medium verre à désormais sa pleine place dans le champ de l’Art contemporain. Fondé en 2003 par Laurent Schmoll qui en assure toujours la présidence, l’association a pour objet de regrouper tous ceux pour qui la verrerie contemporaine n’apparaît pas comme un simple médium mais comme un Art à part entière. L’association informe ses membres des diverses manifestations de studio glass à travers le monde comme les expositions, les ventes, les évènements éphémère et ce, d’une manière internationale. ESGAA organise également la Biennale Internationale du Verre à Strasbourg et dans les régions de l’Alsace et de la Lorraine. L’association soutient également la création verrière au travers de concours comme Verre & Architecture ou l’International Strasbourg Glass Prize. À ce jour, l’association est composée d’une soixantaine de membres.

## La Biennale Internationale du Verre
Initiée par l’European Studio Glass Art Association et son président, Laurent Schmoll, la Biennale Internationale du Verre organise, en 2015, sa sixième édition. Devenu l’événement incontournable du medium verre, la Biennale trace de riches parcours d’expositions et des rendez-vous culturels, fruits de collaborations avec différents sites publics, musées, galeries et espace éphémères, comme le Musée d’Art Moderne et Contemporain de Strasbourg, le CEAAC, le Barrage Vauban, les Fonds Régional d’Art Contemporain d’Alsace, le Musée Lalique ou encore la Cathédrale Notre-Dame de Strasbourg, qui fête en 2015 le millénaire de ses fondations. 

## Éditions
- 2006

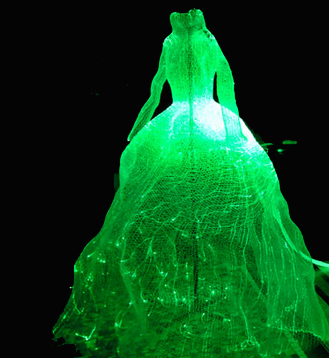
Robe lumineuse de Kim Taegon, Foire St'Art - Strasbourg, Capitale du Verre édition 2007

La première édition de la Biennale, forte de plus de 40 000 visiteurs, intitulée Strasbourg Capitale du Verre, a eu lieu du 3 au 27 novembre 2006. La manifestation s’est traduite par la création de 14 expositions notamment avec de prestigieux partenaires comme Baccarat et Swarovski.
- 2007[2]

La seconde édition a eu lieu du 26 octobre au 26 novembre 2007. Composée de 18 expositions différentes pour plus de 40 artistes internationaux, ce sont plus de 50 000 visiteurs qui se sont rassemblés autour de cette deuxième édition dans des lieux comme le Conseil Régional d’Alsace, la Foire St’Art, la Cour des Boecklin, le musée Lalique ou le musée Zoologique.
- 2009[5]

En 2009, la Biennale a présenté 14 expositions à Strasbourg et dans sa région. Elle s’est tournée vers l’art contemporain, puisque l’utilisation du verre est de plus en plus revisité. La Biennale de 2009 a présenté des artistes comme Yves Chaudoüet, Rachel Maisonneuve ou encore Jean-Pierre Umdenstock. En 2009 également, la Biennale a lancé un prix récompensant les artistes qui travaillent eux-mêmes le verre : c’est l’International Strasbourg Glass Prize. Plus de 90 artistes internationaux (Européens, africains, américains, asiatiques…) ont participé en proposant plus de 130 œuvres. C’est l’artiste français Nicolas Morin qui a obtenu le premier prix.
- 2011 : Venise-Strasbourg : de la Lagune à l’Ill

Sur une durée de six mois, l’ESGAA - avec la collaboration de la ville de Strasbourg et des régions Alsace et Vénétie, a proposé une série d’expositions d’art contemporain mettant en relief l’actualité de la création usant, en tout ou en partie, du médium verre. L’événement s’est ainsi développer autour de deux axes spatio-temporels. D’abord, à Venise et Murano, pour la période estivale de 2011 avec des expositions au Palazzetto Bru Zane, au musée du verre de Murano et à l’école du verre de Murano. Ensuite à Strasbourg et dans la région Alsace du 14 octobre au 28 novembre.
Au total, plus de 160 000 visiteurs sont venus admirer les 200 œuvres des 82 artistes qui ont exposé dans 14 lieux différents. 
- 2013 : Reflections, Réflexions

Les 60 000 visiteurs de la Biennale du Verre 2013 ont pu apprécier plus de 200 œuvres de 52 artistes internationaux répartis sur 17 expositions à travers l’Alsace et la Lorraine. Forte de son succès, la biennale a reconduit son exposition Reflections, Réfléxions au Barrage Vauban jusqu’en janvier 2014 et a assuré qu'elle présenterait une autre édition en 2015.  
- 2015 : Lux Aeterna

La sixième édition de la Biennale Internationale du Verre a eu lieu du 15 octobre au 29 novembre 2015. L'évènement a commencé avec une pré-exposition au Palais Rohan de Strasbourg qui a exposé, sur sa terrasse, les œuvres des lauréats du concours Verre et Architecture : David Magán, Jenny Trinks, Thierry Boissel et Jean-Paul Raymond.
Intitulée Lux Aeterna en raison du millénaire de la Cathédrale de Strasbourg, cette édition a présenté en Alsace et Lorraine plus de 60 artistes comme Marc Chagall, Udo Zembok, Sylvie Lander et une toute nouvelle génération d'artistes verriers comme Baptiste Debombourg ou Mathilde Caylou. Pour ces quelque vingt expositions, la Biennale Internationale du Verre 2015 s'est associée avec de nombreux lieux comme le FRAC Alsace, le CIAV (Centre International d'Art Verrier), le Musée Lalique, l'Espace d'Art Contemporain André Malraux à Colmar, le Musée du Pays de Sarrebourg ou encore la Haute École des Arts du Rhin.